# Ardisia macrocalyx
Ardisia macrocalyx är en viveväxtart som beskrevs av Scheff. Ardisia macrocalyx ingår i släktet Ardisia och familjen viveväxter. Inga underarter finns listade i Catalogue of Life.